# HD117044
HD117044 — хімічно пекулярна зоря спектрального класу A3, що має видиму зоряну величину в смузі V приблизно  8,1.
Вона  розташована на відстані близько 634,5 світлових років від Сонця.